# Mauricijská rupie
Zákonným platidlem na Mauritiu je místní rupie. Zdejší měna má svůj název „rupie“ společný s měnami několika dalších států v regionu Indického oceánu. Její ISO 4217 kód MUR, jedna setina rupie se nazývá „cent“. Rupie byla do peněžního oběhu uvedena v roce 1887, kdy nahradila do té doby na ostrově používané indickou rupii, libru šterlinků a mauricijský dolar. Do roku 1914 byla platidlem též na Seychelách.

## Mince a bankovky
V září 2017 byly v peněžním oběhu na Mauritiu mince v nominálních hodnotách 5, 20, 50 centů a 1, 5, 10, 20 rupií. Na lícové straně všech mincí je vyobrazen Seewoosagur Ramgoolam – bývalý předseda vlády. Bankovky existují v hodnotách 25, 50, 100, 200, 500, 1000, 2000 rupií, přičemž bankovky 25, 50, 500 rupií jsou vyrobeny z polymeru.